# Vita Cola

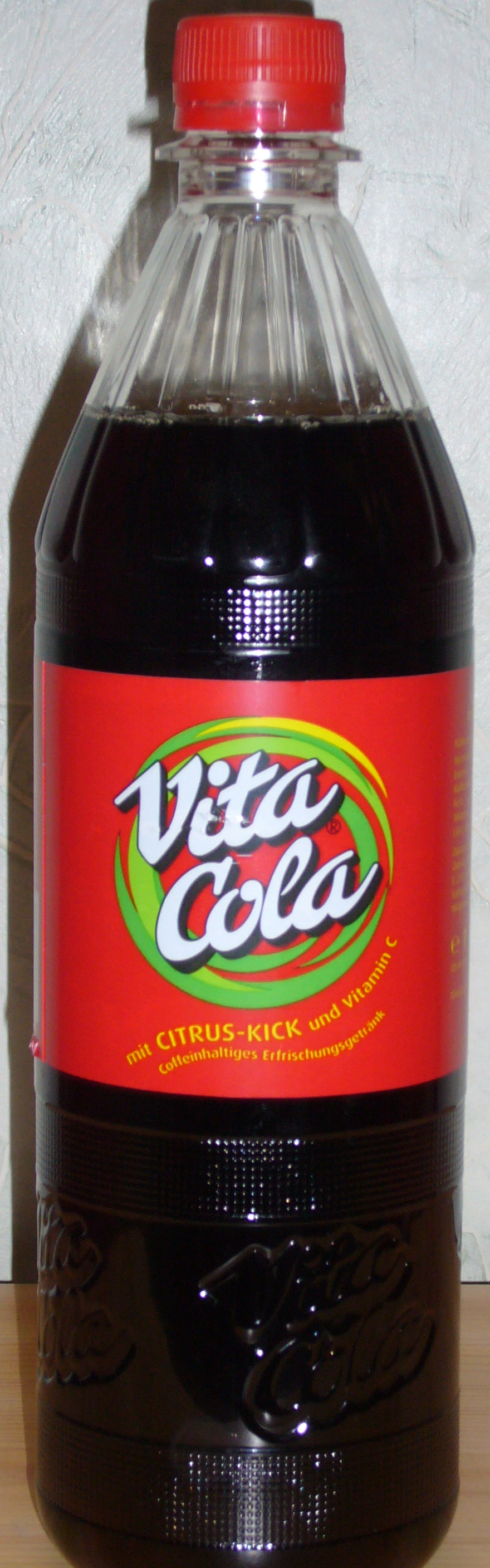
Vita Cola.

Vita Cola, tysk coladryck med rötterna i före detta Östtyskland. Drycken har blivit känt för sin originella colasmak och tillverkas av Thüringer Waldquell Mineralbrunnen GmbH. Vita Cola säljs mest i det som tidigare var Östtyskland men har även fått försäljningsframgångar i det som tidigare var Västtyskland.
Drycken har en mer citronaktig smak än Coca-Cola.